# Bundesstraße 194
Die Bundesstraße 194 (Abkürzung: B 194) ist eine Bundesstraße in Mecklenburg-Vorpommern. Sie zweigt bei Klein Plasten im Landkreis Mecklenburgische Seenplatte von der Bundesstraße 192 ab und endet in Stralsund. Die Bundesstraße 194 hat eine Gesamtlänge von etwa 77 Kilometern. Sie kreuzt bei Grimmen (Anschluss Grimmen-Ost) die A 20.

## Geschichte
Als Reichsstraße 194 (R 194) war diese Strecke bis 1949 eine Staatsstraße des Deutschen Reichs.

## Streckenverlauf
Die Bundesstraße 194 verläuft vom Abzweig in Groß Plasten über Kittendorf und Jürgenstorf, wo die L 203 gekreuzt wird, zunächst nach Stavenhagen, wo sie auf ein gemeinsames Teilstück mit der Bundesstraße 104 führt. An einer Kreuzung zweigt sie dann rechts ab und führt über Basepohl, durch den Grammentiner Forst, wo ein Abzweig der Landesstraße 272 nach Burow besteht, Borrentin, Metschow, Lindenhof, Lindenfelde, Vorwerk (Abzweig der Landesstraße 271 nach Burow) über die Brücke über die Tollense nach Demmin. Hier verläuft sie im Kreisverkehr als gemeinsames Teilstück mit der Bundesstraße 110. Im Zentrum führt der weitere Verlauf zur Meyenkrebsbrücke, der Brücke über die Peene und weiter nach Meyenkrebs, wo in einem Kreisverkehr die Landesstraße 27 nach Tribsees abzweigt.
Durch ein Industriegebiet führt die B 194 über Waldberg, Randow, Rustow, Voßbäk und umgeht Loitz. In Schwinge besteht ein Abzweig der Landesstraße 261 nach Greifswald, weiter in Poggendorf wird die Landesstraße 26 gekreuzt, über Barkow, den Autobahnanschluss Grimmen-Süd (zur Bundesautobahn 20), Appelshof nach Grimmen. Hier gibt es eine Kreuzung mit der Landesstraße 30. Von dort führt sie weiter über Abtshagen (Kreuzung mit der Landesstraße 222), Steinhagen (Abzweig der Landesstraße 192) und Negast nach Stralsund, wo sie Anschluss an die Bundesstraße 105 hat und in die Kreisstraße HST 26 übergeht.